# Il Volo (film)
Il Volo (pl. "Lot") – krótkometrażowy film dokumentalny w reżyserii Wima Wendersa, nakręcony w technice 3D. Poświęcony jest włoskiej miejscowości Riace, zamieszkanej w dużej mierze przez uchodźców oraz historii burmistrza Domenico Lucano, który zmienił podupadające miasteczko w przystań dla uchodźców, co doprowadziło do odrodzenia miejscowości.
Wim Wenders początkowo zamierzał nakręcić w Kalabrii (miasteczko Badolato) 7-minutowy film oparty na scenariuszu Eugenio Melloniego. Jednak po rozmowie z kilkorgiem zamieszkujących Riace dzieci (romskim rodzeństwem z Serbii oraz afgańskim chłopcem) zdecydował się na stworzenie dokumentu o miasteczku uchodźców. Film nakręcił w technice 3D. Produkcję wsparł urząd Wysokiego Komisarza Narodów Zjednoczonych do spraw Uchodźców.